# NGC 1691
NGC 1691 è una galassia lenticolare situata nella costellazione di Orione, a una distanza di circa 219 milioni di anni luce dalla nostra Via Lattea.

## Scoperta
La galassia è stata scoperta il 15 dicembre 1876 dall'astronomo francese Édouard Stephan.

## Descrizione
NGC 1691 presenta una larga riga a 21 cm dell'idrogeno neutro. È inoltre una galassia starburst, dove vi è una forte attività di formazione stellare. Il suo nucleo appare molto luminoso nell'ultravioletto ed è iscritta nel catalogo di Markarian con il codice Mrk 1088 (MK 1088).
Nelle immagini NGC 1691 appare circondata da un anello esterno, indicato con (R) nella descrizione morfologica, e presenta una spessa barra centrale (indicata con la lettera B nella morfologia).

## Gruppo di NGC 1762
NGC 1691 fa parte del Gruppo di NGC 1762, un raggruppamento che comprende almeno 27 galassie, tra cui IC 392, NGC 1590, NGC 1633, NGC 1642, NGC 1713, NGC 1719 e NGC 1762.